# Lista de património edificado no distrito de Viana do Castelo
Esta lista é uma sublista da Lista de património edificado em Portugal para o Distrito de Viana do Castelo, ordenada alfabeticamente por concelho, baseada nas listagens do IPPAR de Março de 2005 e atualizações.
Legenda:
- Os monumentos podem eventualmente ter várias designações, sendo estas separadas nesse caso pela conjunção "ou";
- Por vezes vários edifícios fazem parte de uma mesma classificação patrimonial, sendo nesse caso separados pela conjunção "e";
- A existência de dois graus de classificação diferente para um mesmo monumento (usualmente VC e outro) significa que este aguarda uma classificação definitiva, se bem que tenha sido homologado com o grau indicado (ex: VC-IIP é um imóvel em vias de classificação, homologado com o grau de Imóvel de Interesse Público).

Observação: São preservadas as denominações adoptadas pelo IPPAR, mesmo que elas apresentem outras alternativas. Nestes casos há redireccionamento para aquela em que o artigo está redigido, podendo ou não esta designação aparecer na lista.

## Arcos de Valdevez
| ID     | Designações | Categoria             | Tipologia           | Freguesia             | Grau | Ano  | Coordenadas                  | Imagem       |
| ------ | --- | --------------------- | ------------------- | --------------------- | ---- | ---- | ---------------------------- | ------------ |
| 73736  | Casa e Quinta de Aguiã                                                                                             | Arquitetura civil     | Solar               | Aguiã                 | IIP  | 1978 | 41.882877° N 8.445613° O     | Mais imagens |
| 72735  | Povoado castrejo de Alvora                                                                                         | Arqueologia           | Povoado             | Álvora                | IIP  | 1990 | 41.937884° N 8.441689° O     |              |
| 70604  | Castro de Ázere | Arqueologia           | Povoado fortificado | Ázere                 | MN   | 1910 | 41.868698° N 8.389257° O     |              |
| 342023 | Ponte de Ázere / Ponte sobre o rio Ázere                                                                           | Arquitetura civil     | Ponte               | Ázere                 | SPL  |      |                              |              |
| 70415  | Mosteiro de Ermelo                                                                                                 | Arquitetura religiosa | Mosteiro            | Ermelo                | MN   | 1977 | 41.853682° N 8.28927° O      | Mais imagens |
| 71235  | Forte da Pereira                                                                                                   | Arquitetura militar   | Forte               | Extremo               | SPL  | 2009 |                              |              |
| 70543  | Paço da Giela | Arquitetura civil     | Paço                | Giela                 | MN   | 1910 | 41.849724° N 8.408221° O     | Mais imagens |
| 70997  | Casa da Coutada (jardim, portão, largo e árvores)                                                                  | Arquitetura civil     | Solar               | Giela                 | IIM  | 1982 | 41.84711459° N 8.41008889° O |              |
| 73405  | Casa solarenga de Requeijo                                                                                         | Arquitetura civil     | Solar               | Giela                 | IIP  | 1949 | 41.850454° N 8.418526° O     |              |
| 74704  | Torre de Grade ou Torre de Faro                                                                                    | Arquitetura militar   | Torre               | Grade                 | IIP  | 1978 | 41.870854° N 8.373691° O     |              |
| 74513  | Igreja da Lapa (Arcos de Valdevez)                                                                                 | Arquitetura religiosa | Igreja              | Salvador              | IIP  | 1977 | 41.845995° N 8.419037° O     | Mais imagens |
| 70210  | Pelourinho de Arcos de Valdevez                                                                                    | Arquitetura civil     | Pelourinho          | Salvador              | MN   | 1910 | 41.846394° N 8.41819° O      | Mais imagens |
| 71237  | Edifício em Arcos de Valdevez                                                                                      | Arquitetura civil     | Edifício            | Salvador              | VC   |      |                              |              |
| 71239  | Casa onde nasceu o Dr. Francisco Teixeira                                                                          | Arquitetura civil     | Edifício            | Salvador              | VC   |      |                              |              |
| 74510  | Capela de Nossa Senhora da Conceição (Arcos de Valdevez) ou Capela da Praça                                        | Arquitetura religiosa | Capela              | Salvador              | IIP  | 1960 | 41.846185° N 8.418607° O     | Mais imagens |
| 74514  | Igreja do Espírito Santo (Arcos de Valdevez) (Jardim dos Centenários)                                              | Arquitetura religiosa | Igreja              | Salvador              | IIP  | 1977 | 41.847727° N 8.417531° O     | Mais imagens |
| 71033  | Cruzeiro do Senhor dos Milagres                                                                                    | Arquitetura religiosa | Cruzeiro            | São Paio              | IIM  | 1993 | 41.83628107° N 8.42208093° O |              |
| 71534  | Igreja de São Paio de Arcos de Valdevez ou Igreja Paroquial de Arcos de Valdevez                                   | Arquitetura religiosa | Igreja              | São Paio              | IIM  | 1982 | 41.83808775° N 8.41968123° O | Mais imagens |
| 73734  | Igreja da Misericórdia de Arcos de Valdevez                                                                        | Arquitetura religiosa | Igreja              | São Paio              | IIP  | 1982 | 41.844732° N 8.419031° O     | Mais imagens |
| 73735  | Casa da Andorinha                                                                                                  | Arquitetura civil     | Solar               | São Paio              | IIP  | 1977 | 41.840351° N 8.412494° O     |              |
| 74511  | Casa de Valverde                                                                                                   | Arquitetura civil     | Solar               | São Paio              | IIP  | 1982 | 41.841594° N 8.42047° O      |              |
| 74512  | Casa do Terreiro                                                                                                   | Arquitetura civil     | Casa                | São Paio              | IIP  | 1982 | 41.847392° N 8.417327° O     | Mais imagens |
| 74515  | Igreja Matriz de Arcos de Valdevez                                                                                 | Arquitetura religiosa | Igreja              | São Paio              | IIP  | 1982 | 41.84685° N 8.418044° O      | Mais imagens |
| 74691  | Casa da Ponte | Arquitetura civil     | Casa                | São Paio              | IIP  | 1978 | 41.843782° N 8.416682° O     |              |
| 156174 | antigo edifício dos Serviços Florestais, situado no gaveto do Campo Trasladário ou da Feira com a Rua 25 de Abril. | Arquitetura civil     | Palácio             | São Paio              | IIM  |      |                              |              |
| 156183 | Paço da Glória (edifício, capela, const. anexa e portal)                                                           | Arquitetura civil     | Paço                | Jolda (Madalena)      | MIP  | 2012 |                              |              |
| 74516  | Capela de São João Baptista da Comenda                                                                             | Arquitetura religiosa | Capela              | São Vicente de Távora | IIP  | 1977 | 41.812087° N 8.459253° O     |              |
| 71221  | Pelourinho de Soajo                                                                                                | Arquitetura civil     | Pelourinho          | Soajo                 | MN   | 1910 | 41.873843° N 8.264364° O     | Mais imagens |
| 71222  | Antas da Serra de Soajo                                                                                            | Arqueologia           | Anta                | Soajo                 | MN   | 1910 | 41.870299° N 8.343968° O     | Mais imagens |
| 74703  | Conjunto dos espigueiros de Soajo                                                                                  | Arquitetura civil     | Conjunto            | Soajo                 | IIP  | 1983 | 41.872324° N 8.262325° O     | Mais imagens |
| 73448  | Ponte medieval de Vilela                                                                                           | Arquitetura civil     | Ponte               | Vilela                | IIP  | 1990 | 41.921062° N 8.441974° O     | Mais imagens |

 Legenda: PM - Património Mundial · MN - Monumento Nacional · IIP - Imóvel de Interesse Público · MIP - Monumento de Interesse Público · CIP - Conjunto de Interesse Público · SIP - Sítio de Interesse Público · IIM - Imóvel de Interesse Municipal · MIM - Monumento de Interesse Municipal · CIM - Conjunto de Interesse Municipal · SIM - Sítio de Interesse Municipal · VC - Em vias de classificação · SPL - Sem proteção legal

## Caminha
| ID      | Designações                                                     | Categoria             | Tipologia           | Freguesia                                            | Grau | Ano  | Coordenadas              | Imagem       |
| ------- | --------------------------------------------------------------- | --------------------- | ------------------- | ---------------------------------------------------- | ---- | ---- | ------------------------ | ------------ |
| 72339   | Mamoa de Aspra ou Cova da Moura                                 | Arqueologia           | Mamoa               | Âncora                                               | IIP  | 1997 | 41.801002° N 8.838406° O | Mais imagens |
| 72734   | Forte do Cão (Gelfa)                                            | Arquitetura militar   | Forte               | Âncora                                               | IIP  | 1978 | 41.797679° N 8.873923° O | Mais imagens |
| 73297   | Forte da Lagarteira ou Forte de Âncora                          | Arquitetura militar   | Forte               | Âncora                                               | IIP  | 1967 | 41.815525° N 8.867876° O | Mais imagens |
| 72533   | Mosteiro de São João de Arga ou Santuário de São João de Arga   | Arquitetura religiosa | Mosteiro            | Arga de Baixo                                        | MN   | 2013 |                          | Mais imagens |
| 70680   | Igreja Matriz de Caminha ou Igreja de Nossa Senhora da Assunção | Arquitetura religiosa | Igreja              | Caminha                                              | MN   | 1910 | 41.878104° N 8.838588° O | Mais imagens |
| 70681   | Torre do Relógio                                                | Arquitetura militar   | Torre               | Caminha                                              | MN   | 1951 | 41.876117° N 8.838855° O | Mais imagens |
| 70682   | Chafariz da Praça Municipal ou Chafariz do Terreiro             | Arquitetura civil     | Chafariz            | Caminha                                              | MN   | 1910 | 41.875598° N 8.838586° O | Mais imagens |
| 72531   | Fortaleza de Caminha                                            | Arquitetura militar   | Fortaleza           | Caminha                                              | IIP  | 1970 | 41.871753° N 8.838974° O | Mais imagens |
| 72532   | Igreja de Santa Clara (Caminha)                                 | Arquitetura religiosa | Igreja              | Caminha                                              | SPL  | 2009 |                          | Mais imagens |
| 73794   | Casa dos Pitas                                                  | Arquitetura civil     | Palácio             | Caminha                                              | IIP  | 1977 | 41.875387° N 8.83806° O  | Mais imagens |
| 74753   | Conjunto fortificado de Caminha                                 | Arquitetura militar   | Conjunto            | Caminha                                              | IIP  | 1970 | 41.875965° N 8.838913° O | Mais imagens |
| 342024  | Centro histórico de Caminha                                     | Arquitectura mista    | Centro histórico    | Caminha                                              | VC   | 1999 |                          | Mais imagens |
| 70679   | Laje das Fogaças                                                | Arqueologia           | Arte rupestre       | Lanhelas                                             | MN   | 1974 | 41.907816° N 8.785053° O | Mais imagens |
| 73793   | Torre de Lanhelas ou Casa da Torre ou Paço de Lanhelas          | Arquitetura civil     | Solar               | Lanhelas                                             | IIP  | 1993 | 41.908051° N 8.79593° O  | Mais imagens |
| 70476   | Forte da Ínsua                                                  | Arquitetura militar   | Forte               | Moledo                                               | MN   | 1910 | 41.85931° N 8.874536° O  | Mais imagens |
| 74690   | Cruzeiro de Venade                                              | Arquitetura religiosa | Cruzeiro            | Venade                                               | IIP  | 1997 | 41.857618° N 8.815853° O | Mais imagens |
| 70157   | Anta da Barrosa ou Lapa dos Mouros                              | Arqueologia           | Anta                | Vila Praia de Âncora                                 | MN   | 1910 | 41.810017° N 8.850724° O | Mais imagens |
| 156204  | Casa em Vila Praia de Âncora, jardim e quintal                  | Arquitetura civil     | Conjunto urbano     | Vila Praia de Âncora                                 | SPL  |      |                          | Mais imagens |
| 70178   | Ponte de Vilar de Mouros                                        | Arquitetura civil     | Ponte               | Vilar de Mouros                                      | MN   | 1910 | 41.887568° N 8.789291° O |              |
| 70713   | Capela de Santa Luzia (Vilar de Mouros)                         | Arquitetura religiosa | Capela              | Vilar de Mouros                                      | SPL  |      |                          | Mais imagens |
| 70722   | Casa de Esteiró, jardins e mata anexa                           | Arquitetura civil     | Casa                | Vilarelho                                            | SPL  | 2009 |                          | Mais imagens |
| 74447   | Estação arqueológica do Alto do Coto da Pena                    | Arqueologia           | Povoado fortificado | Vilarelho                                            | IIP  | 1986 | 41.86666° N 8.835314° O  | Mais imagens |
| 69740   | Dólmen de Vile ou Dólmen do Santo de Vile                       | Arqueologia           | Anta                | Vile                                                 | IIP  | 1990 | 41.809539° N 8.841447° O | Mais imagens |
| 72931   | Capela de São Pedro de Varais ou Capela de São Pedro de Varães  | Arquitetura religiosa | Capela              | Vile                                                 | IIP  | 1950 | 41.827336° N 8.828338° O | Mais imagens |
| 8605568 | Igreja da Misericórdia (Caminha)                                | Arquitetura religiosa | Igreja              | União das Freguesias de Caminha (Matriz) e Vilarelho | MIP  | 2019 | 41.876203° N 8.838268° O | Mais imagens |

 Legenda: PM - Património Mundial · MN - Monumento Nacional · IIP - Imóvel de Interesse Público · MIP - Monumento de Interesse Público · CIP - Conjunto de Interesse Público · SIP - Sítio de Interesse Público · IIM - Imóvel de Interesse Municipal · MIM - Monumento de Interesse Municipal · CIM - Conjunto de Interesse Municipal · SIM - Sítio de Interesse Municipal · VC - Em vias de classificação · SPL - Sem proteção legal

## Melgaço
| ID       | Designações                                                                                                 | Categoria             | Tipologia           | Freguesia        | Grau | Ano  | Coordenadas              | Imagem       |
| -------- | --- | --------------------- | ------------------- | ---------------- | ---- | ---- | ------------------------ | ------------ |
| 69848    | Castelo de Castro Laboreiro ou Castelo de Castro Laboredo                                                   | Arquitetura militar   | Conjunto            | Castro Laboreiro | MN   | 1944 | 42.022953° N 8.158338° O | Mais imagens |
| 69849    | Ponte Nova da Cava da Velha                                                                                 | Arquitetura civil     | Ponte               | Castro Laboreiro | MN   | 1986 | 42.003166° N 8.164062° O | Mais imagens |
| 72926    | Igreja de Santa Maria da Visitação ou Igreja Matriz de Castro Laboreiro                                     | Arquitetura religiosa | Igreja              | Castro Laboreiro | IIP  | 1993 | 42.030359° N 8.158162° O | Mais imagens |
| 72927    | Ponte de Varziela                                                                                           | Arquitetura civil     | Ponte               | Castro Laboreiro | IIP  | 1986 | 42.027213° N 8.145803° O |              |
| 72928    | Conjunto - Ponte de Assureira ou Ponte de São Brás, Capela de São Brás e moinho de água a nascente da ponte | Arquitetura civil     | Conjunto            | Castro Laboreiro | IIP  | 1992 | 42.003763° N 8.165613° O |              |
| 72929    | Pelourinho de Castro Laboreiro                                                                              | Arquitetura civil     | Pelourinho          | Castro Laboreiro | IIP  | 1933 | 42.030076° N 8.158422° O |              |
| 72930    | Ponte das Cainheiras                                                                                        | Arquitetura civil     | Ponte               | Castro Laboreiro | IIP  | 1986 | 42.025565° N 8.138846° O |              |
| 74081    | Ponte de Dorna                                                                                              | Arquitetura civil     | Ponte               | Castro Laboreiro | IIP  | 1986 | 41.994323° N 8.167696° O |              |
| 11051985 | Conjunto constituído pelos Monumentos Megalíticos e Arte Rupestre do Planalto de Castro Laboreiro           | Arqueologia           | Conjunto            | Castro Laboreiro | SIP  | 2013 |                          |              |
| 70619    | Cruzeiro de São Gregório                                                                                    | Arquitetura religiosa | Cruzeiro            | Cristoval        | MN   | 1910 | 42.140436° N 8.194646° O | Mais imagens |
| 69796    | Igreja de Fiães (e restos do antigo mosteiro)                                                               | Arquitetura religiosa | Igreja              | Fiães            | MN   | 1977 | 42.104035° N 8.211137° O | Mais imagens |
| 70177    | Igreja de Paderne ou Igreja de São Salvador de Paderne                                                      | Arquitetura religiosa | Igreja              | Paderne          | MN   | 1910 | 42.089614° N 8.273987° O | Mais imagens |
| 70303    | Castro de Melgaço ou Castro da Cividade de Paderne                                                          | Arqueologia           | Povoado fortificado | Paderne          | MN   | 1910 | 42.09229° N 8.280449° O  |              |
| 73900    | Convento de Paderne                                                                                         | Arquitetura religiosa | Convento            | Paderne          | IIP  | 1977 | 42.089614° N 8.273987° O |              |
| 6490763  | Parque Termal do Peso                                                                                       | Arquitetura civil     | Termas              | Paderne          | MIP  | 2004 |                          | Mais imagens |
| 25348578 | Quinta do Reguengo ou Hotel Rural do Reguengo                                                               | Arquitetura civil     | Solar               | Paderne          | MIM  | 2020 |                          |              |
| 70300    | Castelo de Melgaço                                                                                          | Arquitetura militar   | Castelo             | Vila             | MN   | 1910 | 42.114449° N 8.25981° O  | Mais imagens |
| 70301    | Muralha de Melgaço                                                                                          | Arquitetura militar   | Muralha             | Vila             | MN   | 1926 | 42.114449° N 8.25981° O  |              |
| 70302    | Capela de Nossa Senhora da Orada                                                                            | Arquitetura religiosa | Capela              | Vila             | MN   | 1910 | 42.120177° N 8.252498° O | Mais imagens |
| 70304    | Cruzeiro de São Julião                                                                                      | Arquitetura religiosa | Cruzeiro            | Vila             | MN   | 1926 | 42.116019° N 8.25431° O  | Mais imagens |
| 74576    | Capela de Santo Cristo de Carvalho Lobo e cruzeiro                                                          | Arquitetura religiosa | Conjunto            | Vila             | IIM  |      |                          | Mais imagens |
| 73898    | Capela de São Julião                                                                                        | Arquitetura religiosa | Capela              | Vila             | IIP  | 1986 | 42.116065° N 8.254241° O | Mais imagens |
| 73899    | Casa da Quinta da Calçada                                                                                   | Arquitetura civil     | Solar               | Vila             | IIP  | 1986 | 42.116332° N 8.255038° O | Mais imagens |
| 5891860  | Solar de Galvão                                                                                             | Arquitetura civil     | Solar               | Vila             | IIM  | 2003 |                          | Mais imagens |

 Legenda: PM - Património Mundial · MN - Monumento Nacional · IIP - Imóvel de Interesse Público · MIP - Monumento de Interesse Público · CIP - Conjunto de Interesse Público · SIP - Sítio de Interesse Público · IIM - Imóvel de Interesse Municipal · MIM - Monumento de Interesse Municipal · CIM - Conjunto de Interesse Municipal · SIM - Sítio de Interesse Municipal · VC - Em vias de classificação · SPL - Sem proteção legal

## Monção
| ID      | Designações                                     | Categoria             | Tipologia           | Freguesia    | Grau | Ano  | Coordenadas                  | Imagem       |
| ------- | ----------------------------------------------- | --------------------- | ------------------- | ------------ | ---- | ---- | ---------------------------- | ------------ |
| 73291   | Capela de Nossa Senhora da Assunção             | Arquitetura religiosa | Capela              | Barbeita     | VC   |      | 42.006346° N 8.498282° O     |              |
| 73404   | Ponte da Barbeita ou Ponte sobre o rio de Mouro | Arquitetura civil     | Ponte               | Barbeita     | IIP  | 1961 | 42.074832° N 8.394232° O     | Mais imagens |
| 71196   | Torre de Lapela                                 | Arquitetura militar   | Torre               | Lapela       | MN   | 1910 | 42.056397° N 8.538083° O     | Mais imagens |
| 71152   | Castro de São Caetano                           | Arqueologia           | Povoado fortificado | Longos Vales | MN   | 1974 | 42.040588° N 8.443835° O     | Mais imagens |
| 71153   | Igreja de Longos Vales                          | Arquitetura religiosa | Igreja              | Longos Vales | MN   | 1926 | 42.051148° N 8.444521° O     | Mais imagens |
| 70678   | Castelo de Monção                               | Arquitetura militar   | Castelo             | Monção       | MN   | 1910 | 42.076714° N 8.480806° O     | Mais imagens |
| 73790   | Capela de São Sebastião (Monção)                | Arquitetura religiosa | Igreja              | Monção       | IIP  | 1944 | 42.078899° N 8.479985° O     | Mais imagens |
| 73791   | Casa das Rodas                                  | Arquitetura civil     | Solar               | Monção       | IIP  | 1986 | 42.065434° N 8.47892° O      |              |
| 73792   | Igreja de Santo António dos Capuchos            | Arquitetura religiosa | Igreja              | Monção       | IIP  | 1986 | 42.07759794° N 8.47748518° O |              |
| 6923599 | Reduto de Cortes                                | Arquitetura religiosa | Convento            | Monção       | VC   | 2004 |                              |              |
| 69795   | Palácio da Brejoeira                            | Arquitetura civil     | Palácio             | Pinheiros    | MN   | 1910 | 42.041649° N 8.494507° O     | Mais imagens |
| 72337   | Casa da Amiosa                                  | Arquitetura civil     | Casa                | Valadares    | IIP  | 1977 | 42.077227° N 8.360674° O     |              |
| 72338   | Igreja de Valadares                             | Arquitetura religiosa | Igreja              | Valadares    | IIP  | 1961 | 42.073827° N 8.363669° O     | Mais imagens |

 Legenda: PM - Património Mundial · MN - Monumento Nacional · IIP - Imóvel de Interesse Público · MIP - Monumento de Interesse Público · CIP - Conjunto de Interesse Público · SIP - Sítio de Interesse Público · IIM - Imóvel de Interesse Municipal · MIM - Monumento de Interesse Municipal · CIM - Conjunto de Interesse Municipal · SIM - Sítio de Interesse Municipal · VC - Em vias de classificação · SPL - Sem proteção legal

## Paredes de Coura
| ID     | Designações                                                            | Categoria             | Tipologia           | Freguesia        | Grau | Ano  | Coordenadas                  | Imagem       |
| ------ | ---------------------------------------------------------------------- | --------------------- | ------------------- | ---------------- | ---- | ---- | ---------------------------- | ------------ |
| 156283 | Cividade do Cossourado ou Castro do Monte da Cidade                    | Arqueologia           | Castro              | Cossourado       | VC   | 1996 | 41.911111° N 8.559722° O     |              |
| 74073  | Castro de São Martinho ou Povoado fortificado da Portela da Bustarenga | Arqueologia           | Castro              | Coura            | VC   | 1996 |                              |              |
| 70967  | Edifício da antiga cadeia de Paredes de Coura                          | Arquitetura civil     | Cadeia              | Paredes de Coura | IIM  | 1997 | 41.91144978° N 8.56705777° O | Mais imagens |
| 73003  | Pelourinho de Paredes de Coura                                         | Arquitetura civil     | Pelourinho          | Paredes de Coura | IIP  | 1933 | 41.912307° N 8.560311° O     | Mais imagens |
| 74857  | Casa Grande de Romarigães                                              | Arquitetura civil     | Conjunto            | Romarigães       | IIP  | 1986 | 41.866686° N 8.625274° O     |              |
| 74858  | Castro do Coto de Ouro ou Alto da Cidade                               | Arqueologia           | Povoado fortificado | Romarigães       | IIP  | 1992 | 41.874022° N 8.628007° O     |              |
| 71137  | Igreja de São Pedro de Rubiães                                         | Arquitetura religiosa | Igreja              | Rubiães          | MN   | 1928 | 41.89655° N 8.625437° O      | Mais imagens |
| 71138  | Via romana de Braga a Tui - 14 marcos miliários (série Capela) (anta)  | Arqueologia           | Via                 | Rubiães          | MN   | 1910 | 41.89924° N 8.643027° O      |              |
| 73415  | Ponte de Rubiães (românica)                                            | Arquitetura civil     | Ponte               | Rubiães          | IIP  | 1961 | 41.904152° N 8.626367° O     |              |
| 73416  | Solar das Antas                                                        | Arquitetura civil     | Solar               | Rubiães          | IIP  | 1986 | 41.89928° N 8.643706° O      |              |

 Legenda: PM - Património Mundial · MN - Monumento Nacional · IIP - Imóvel de Interesse Público · MIP - Monumento de Interesse Público · CIP - Conjunto de Interesse Público · SIP - Sítio de Interesse Público · IIM - Imóvel de Interesse Municipal · MIM - Monumento de Interesse Municipal · CIM - Conjunto de Interesse Municipal · SIM - Sítio de Interesse Municipal · VC - Em vias de classificação · SPL - Sem proteção legal

## Ponte da Barca
| ID      | Designações                                             | Categoria             | Tipologia  | Freguesia                 | Grau | Ano  | Coordenadas              | Imagem       |
| ------- | ------------------------------------------------------- | --------------------- | ---------- | ------------------------- | ---- | ---- | ------------------------ | ------------ |
| 69876   | Igreja de Bravães                                       | Arquitetura religiosa | Igreja     | Bravães                   | MN   | 1910 | 41.797848° N 8.452977° O | Mais imagens |
| 7006512 | Necrópole Megalítica da Serra Amarela                   | Arqueologia           | Necrópole  | Britelo, Lindoso e Ermida | IIP  | 2013 |                          |              |
| 70618   | Igreja de São Martinho de Crasto                        | Arquitetura religiosa | Igreja     | Crasto                    | MN   | 1996 | 41.774878° N 8.430295° O |              |
| 70164   | Castelo de Lindoso                                      | Arquitetura militar   | Castelo    | Lindoso                   | MN   | 1910 | 41.867167° N 8.199279° O | Mais imagens |
| 73301   | Espigueiros do Lindoso                                  | Arquitetura civil     | Espigueiro | Lindoso                   | IIP  |      | 41.86627° N 8.199901° O  | Mais imagens |
| 73993   | Paço Vedro                                              | Arquitetura civil     | Solar      | Paço Vedro de Magalhães   | IIP  | 1993 | 41.790078° N 8.41231° O  | Mais imagens |
| 70600   | Pelourinho de Ponte da Barca                            | Arquitetura civil     | Pelourinho | Ponte da Barca            | MN   | 1910 | 41.808703° N 8.420536° O | Mais imagens |
| 70601   | Ponte sobre o Lima                                      | Arquitetura civil     | Ponte      | Ponte da Barca            | MN   | 1910 | 41.80919° N 8.420703° O  | Mais imagens |
| 70602   | Igreja de Ponte da Barca ou Igreja de São João Baptista | Arquitetura religiosa | Igreja     | Ponte da Barca            | MN   | 1910 | 41.807998° N 8.419636° O | Mais imagens |
| 70716   | Cruzeiro do Curro                                       | Arquitetura religiosa | Cruzeiro   | Ponte da Barca            | IIM  |      |                          |              |
| 72390   | Ponte do Rio Vade                                       | Arquitetura civil     | Ponte      | Ponte da Barca            | IIP  | 1970 | 41.803283° N 8.421483° O | Mais imagens |
| 74856   | Igreja e Torre do antigo Mosteiro de Vila Nova de Muía  | Arquitetura religiosa | Igreja     | Vila Nova da Muía         | IIP  | 1946 | 41.800904° N 8.379815° O |              |

 Legenda: PM - Património Mundial · MN - Monumento Nacional · IIP - Imóvel de Interesse Público · MIP - Monumento de Interesse Público · CIP - Conjunto de Interesse Público · SIP - Sítio de Interesse Público · IIM - Imóvel de Interesse Municipal · MIM - Monumento de Interesse Municipal · CIM - Conjunto de Interesse Municipal · SIM - Sítio de Interesse Municipal · VC - Em vias de classificação · SPL - Sem proteção legal

## Ponte de Lima
| ID      | Designações                                                                                             | Categoria             | Tipologia           | Freguesia          | Grau | Ano  | Coordenadas                  | Imagem       |
| ------- | --- | --------------------- | ------------------- | ------------------ | ---- | ---- | ---------------------------- | ------------ |
| 72389   | Casa do Cruzeiro                                                                                        | Arquitetura civil     | Solar               | Arca               | IIP  | 1983 | 41.765636° N 8.575276° O     |              |
| 71409   | Casa e Quinta da Lage                                                                                   | Arquitetura civil     | Conjunto            | Arcos              | IIP  |      |                              |              |
| 74527   | Cruzeiro de São Pedro de Arcos                                                                          | Arquitetura religiosa | Cruzeiro            | Arcos              | IIP  | 1936 | 41.75619486° N 8.662199° O   | Mais imagens |
| 70579   | Via romana de Braga a Tui, Via XIX - 14 marcos miliários (série capela)                                 | Arqueologia           | Via                 | Arcozelo           | MN   | 1910 | 41.79258° N 8.592023° O      |              |
| 74972   | Igreja de Santa Marinha de Arcozelo                                                                     | Arquitetura religiosa | Igreja              | Arcozelo           | IIP  | 1967 | 41.791846° N 8.592131° O     | Mais imagens |
| 74973   | Pedra do Cavalinho (penedo de granito insculturado)                                                     | Arqueologia           | Arte rupestre       | Arcozelo           | IIP  | 1982 | 41.780223° N 8.605943° O     |              |
| 74974   | Casa do Outeiro (incluindo capela, terreiros, portão, cruzeiro e aqueduto)                              | Arquitetura civil     | Conjunto            | Arcozelo           | IIP  | 1986 | 41.784594° N 8.54572° O      | Mais imagens |
| 156211  | Quinta Pombeiro de Sabadão (casa nobre, terreiro, portal)                                               | Arquitetura civil     | Quinta              | Arcozelo           | VC   | 1993 |                              |              |
| 327896  | Casa de Pomarchão (incluindo capela, terreiro e portão)                                                 | Arquitetura civil     | Solar               | Arcozelo           | IIP  | 2002 | 41.783141° N 8.595475° O     |              |
| 342025  | Casa Grande                                                                                             | Arquitetura civil     | Casa                | Arcozelo           | VC   | 2001 |                              |              |
| 73838   | Solar de Bertiandos                                                                                     | Arquitetura civil     | Solar               | Bertiandos         | IIP  | 1977 | 41.760515° N 8.62565° O      |              |
| 73839   | Pelourinho de Bertiandos                                                                                | Arquitetura civil     | Pelourinho          | Bertiandos         | IIP  | 1933 | 41.760061° N 8.625643° O     |              |
| 72733   | Paço de Calheiros                                                                                       | Arquitetura civil     | Solar               | Calheiros          | IIP  | 1977 | 41.806344° N 8.566541° O     | Mais imagens |
| 6196201 | Casa do Barrenho                                                                                        | Arquitetura civil     | Edifício            | Calheiros          | VC   |      |                              |              |
| 73000   | Cruzeiro de Correlhã (Lugar de Pedrosa)                                                                 | Arquitetura religiosa | Cruzeiro            | Correlhã           | IIP  | 1983 | 41.754121° N 8.608116° O     |              |
| 73001   | Capela de Santo Abdão da Correlhã                                                                       | Arquitetura religiosa | Capela              | Correlhã           | IIP  | 1957 | 41.742816° N 8.60396° O      |              |
| 73002   | Igreja de Nossa Senhora da Boa Morte                                                                    | Arquitetura religiosa | Conjunto            | Correlhã           | IIP  | 1982 | 41.737793° N 8.602487° O     |              |
| 71018   | Ponte de Estorãos (romana)                                                                              | Arquitetura civil     | Ponte               | Estorãos           | IIM  | 1977 | 41.78598436° N 8.64488133° O |              |
| 73504   | Castro do Formigoso, ruínas na Bouça do Monte do Crasto                                                 | Arqueologia           | Povoado fortificado | Estorãos           | IIP  | 1946 | 41.79217° N 8.643641° O      |              |
| 341665  | Solar do Espírito Santo                                                                                 | Arquitetura civil     | Solar               | Feitosa            | VC   | 2002 |                              |              |
| 74906   | Paço de Curutelo                                                                                        | Arquitetura civil     | Paço                | Freixo             | IIP  | 1977 | 41.653241° N 8.605282° O     |              |
| 74689   | Igreja de São Martinho de Friastelas                                                                    | Arquitetura religiosa | Igreja              | Friastelas         | IIP  | 1967 | 41.673585° N 8.577806° O     | Mais imagens |
| 71086   | Paço de Siqueiros                                                                                       | Arquitetura civil     | Solar               | Gondufe            | IIM  | 1977 | 41.76577332° N 8.51796905° O |              |
| 75018   | Santuário do Senhor do Socorro                                                                          | Arquitetura religiosa | Santuário           | Labruja            | IIP  | 1977 | 41.841881° N 8.593521° O     | Mais imagens |
| 73503   | Capela de Moreira do Lima ou Capela do Espírito Santo                                                   | Arquitetura religiosa | Capela              | Moreira do Lima    | IIP  | 1961 | 41.787619° N 8.615647° O     | Mais imagens |
| 71219   | Ponte sobre o Lima                                                                                      | Arquitetura civil     | Ponte               | Ponte de Lima      | MN   | 1910 | 41.768742° N 8.584478° O     | Mais imagens |
| 71220   | Capela do Anjo da Guarda ou Padrão de São Miguel                                                        | Arquitetura religiosa | Capela              | Ponte de Lima      | MN   | 1978 | 41.770045° N 8.58755° O      | Mais imagens |
| 71405   | Casa e Quinta de Baldrufa (casa, portal, fonte, área de cultivo, pinhal e cruzeiro de entrada)          | Arquitetura civil     | Conjunto            | Ponte de Lima      | VC   | 1994 |                              |              |
| 71553   | Capela das Pereiras                                                                                     | Arquitetura religiosa | Capela              | Ponte de Lima      | IIM  | 1982 | 41.76730884° N 8.59013443° O | Mais imagens |
| 73082   | Zona antiga de Ponte de Lima                                                                            | Arquitetura civil     | Conjunto urbano     | Ponte de Lima      | VC   |      |                              | Mais imagens |
| 73300   | Conjunto de 17 edifícios no Bairro das Pereiras                                                         | Arquitetura civil     | Conjunto urbano     | Ponte de Lima      | IIP  |      | 41.768474° N 8.583099° O     |              |
| 74693   | Casa dos Calistos ou Casa Pacheco ou Casa das Pachecas (incluindo logradouro com três fontes)           | Arquitetura civil     | Casa                | Ponte de Lima      | IIP  | 1993 | 41.764773° N 8.583656° O     |              |
| 74694   | Igreja de Nossa Senhora da Guia                                                                         | Arquitetura religiosa | Igreja              | Ponte de Lima      | IIP  | 1978 | 41.763554° N 8.589825° O     | Mais imagens |
| 74695   | Pelourinho de Ponte de Lima                                                                             | Arquitetura civil     | Pelourinho          | Ponte de Lima      | IIP  | 1933 | 41.767677° N 8.583215° O     | Mais imagens |
| 74696   | Torre de São Paulo, Torre da Cadeia e o pequeno pano das Muralhas de Ponte de Lima existente entre elas | Arquitetura civil     | Conjunto urbano     | Ponte de Lima      | IIP  | 1945 | 41.768048° N 8.584524° O     | Mais imagens |
| 74697   | Albergaria de São João de Deus (Quartéis)                                                               | Arquitetura civil     | Albergaria          | Ponte de Lima      | IIP  | 1982 | 41.766965° N 8.58114° O      |              |
| 74698   | Capela da Senhora da Penha de França                                                                    | Arquitetura religiosa | Capela              | Ponte de Lima      | IIP  | 1983 | 41.76718° N 8.584931° O      |              |
| 74699   | Casa da Garrida                                                                                         | Arquitetura civil     | Solar               | Ponte de Lima      | IIP  | 1982 | 41.77115° N 8.580204° O      |              |
| 74700   | Casa de Nossa Senhora da Aurora                                                                         | Arquitetura civil     | Palácio             | Ponte de Lima      | IIP  | 1977 | 41.769963° N 8.582533° O     | Mais imagens |
| 74701   | Casa dos Barbosas Aranhas (casa torreada)                                                               | Arquitetura civil     | Torre               | Ponte de Lima      | IIP  | 1977 | 41.767759° N 8.582866° O     | Mais imagens |
| 74702   | Igreja da Misericórdia de Ponte de Lima                                                                 | Arquitetura religiosa | Igreja              | Ponte de Lima      | IIP  | 1946 | 41.767891° N 8.5846° O       |              |
| 156215  | Casa das Pereiras (jardim e logradouro)                                                                 | Arquitetura civil     | Conjunto            | Ponte de Lima      | MIP  | 2014 | 41.768476° N 8.582032° O     |              |
| 74555   | Igreja de São João Baptista de Queijadas                                                                | Arquitetura religiosa | Igreja              | Queijada           | IIP  | 1967 | 41.715425° N 8.539202° O     |              |
| 71013   | Penedo de São Simão                                                                                     | Arqueologia           | Sepultura           | Refóios do Lima    | IIM  | 1982 | 41.78360777° N 8.56619232° O |              |
| 71014   | Casa da Boavista                                                                                        | Arquitetura civil     | Solar               | Refóios do Lima    | IIM  | 1977 | 41.79265568° N 8.55422262° O |              |
| 72334   | Torre de Refóios ou Torre das Malheiras ou Torre de Malheiros                                           | Arquitetura militar   | Torre               | Refóios do Lima    | IIP  | 1996 | 41.791165° N 8.545626° O     |              |
| 72335   | Mosteiro de Refóios do Lima                                                                             | Arquitetura religiosa | Mosteiro            | Refóios do Lima    | IIP  | 1939 | 41.793023° N 8.54136° O      | Mais imagens |
| 72336   | Capela de Santa Eulália                                                                                 | Arquitetura religiosa | Capela              | Refóios do Lima    | IIP  | 1962 | 41.79691° N 8.548678° O      |              |
| 71408   | Igreja de São João da Ribeira                                                                           | Arquitetura religiosa | Igreja              | Ribeira            | IIP  | 2000 |                              |              |
| 74256   | Igreja de São Salvador de Rebordões                                                                     | Arquitetura religiosa | Igreja              | Souto de Rebordões | IIP  | 1967 | 41.72058601° N 8.56576774° O |              |
| 73641   | Portada proveniente do Palácio do Freixo                                                                | Arquitetura civil     | Portal              | Vitorino das Donas | IIP  | 1977 | 41.729285° N 8.653521° O     |              |
| 73642   | Paço de Vitorino                                                                                        | Arquitetura civil     | Solar               | Vitorino das Donas | IIP  | 1977 | 41.724838° N 8.662672° O     |              |
| 156213  | Casa da Fonte da Bouça (incluindo quinta, Tapada e anexos agrícolas)                                    | Arquitetura civil     | Conjunto            | Vitorino das Donas | IIP  | 2002 | 41.731345° N 8.646866° O     |              |
| 74686   | Castro de Trás de Cidades                                                                               | Arqueologia           | Povoado fortificado | Vitorino dos Piães | IIP  | 1984 | 41.694829° N 8.60759° O      |              |
| 74687   | Castro do Alto das Valadas                                                                              | Arqueologia           | Povoado fortificado | Vitorino dos Piães | IIP  | 1984 | 41.694277° N 8.612457° O     |              |
| 74688   | Castro do Cresto                                                                                        | Arqueologia           | Povoado fortificado | Vitorino dos Piães | IIP  | 1990 | 41.715966° N 8.611712° O     |              |

 Legenda: PM - Património Mundial · MN - Monumento Nacional · IIP - Imóvel de Interesse Público · MIP - Monumento de Interesse Público · CIP - Conjunto de Interesse Público · SIP - Sítio de Interesse Público · IIM - Imóvel de Interesse Municipal · MIM - Monumento de Interesse Municipal · CIM - Conjunto de Interesse Municipal · SIM - Sítio de Interesse Municipal · VC - Em vias de classificação · SPL - Sem proteção legal

## Valença
| ID     | Designações                                                    | Categoria             | Tipologia  | Freguesia          | Grau | Ano  | Coordenadas                 | Imagem       |
| ------ | -------------------------------------------------------------- | --------------------- | ---------- | ------------------ | ---- | ---- | --------------------------- | ------------ |
| 156218 | Conjunto - Igreja e Convento de Nossa Senhora de Mosteiró      | Arquitetura religiosa | Igreja     | Cerdal             | IIP  |      | 41.977417° N 8.591411° O    |              |
| 69774  | Igreja de São Fins de Friestas                                 | Arquitetura religiosa | Igreja     | Friestas           | MN   | 1927 | 42.031418° N 8.582168° O    | Mais imagens |
| 73992  | Portal da Quinta do Crasto da Casa do Crasto ou Ponte do Manco | Arquitetura civil     | Portal     | Friestas           | IIP  | 1977 | 42.048298° N 8.558128° O    |              |
| 73501  | Convento de Ganfei                                             | Arquitetura religiosa | Convento   | Ganfei             | IIP  |      | 42.0354426° N 8.62828476° O | Mais imagens |
| 73502  | Igreja do Salvador de Ganfei                                   | Arquitetura religiosa | Igreja     | Ganfei             | IIP  | 1956 | 42.039886° N 8.622356° O    |              |
| 73789  | Ponte Velha                                                    | Arquitetura civil     | Ponte      | São Pedro da Torre | IIP  | 1974 | 41.987698° N 8.668594° O    |              |
| 75017  | Gravuras em Taião (abertas numa laje)                          | Arqueologia           | Gravura    | Taião              | IIP  | 1984 | 41.996857° N 8.588643° O    |              |
| 70234  | Pelourinho de Valença                                          | Arquitetura civil     | Pelourinho | Valença            | IIP  | 1933 | 42.031545° N 8.644613° O    | Mais imagens |
| 70235  | Fortificações da Praça de Valença do Minho                     | Arquitetura militar   | Forte      | Valença            | MN   | 1977 | 42.02771° N 8.646844° O     | Mais imagens |
| 328763 | Pousada de São Teotónio                                        | Arquitetura civil     | Pousada    | Valença            | VC   | 2004 |                             |              |
| 72884  | Pelourinho de Telheira                                         | Arquitetura civil     | Pelourinho | Verdoejo           | IIP  | 1933 | 42.044958° N 8.580684° O    | Mais imagens |

 Legenda: PM - Património Mundial · MN - Monumento Nacional · IIP - Imóvel de Interesse Público · MIP - Monumento de Interesse Público · CIP - Conjunto de Interesse Público · SIP - Sítio de Interesse Público · IIM - Imóvel de Interesse Municipal · MIM - Monumento de Interesse Municipal · CIM - Conjunto de Interesse Municipal · SIM - Sítio de Interesse Municipal · VC - Em vias de classificação · SPL - Sem proteção legal

## Viana do Castelo
| ID       | Designações                                                                                      | Categoria             | Tipologia           | Freguesia                       | Grau | Ano  | Coordenadas                  | Imagem       |
| -------- | ------------------------------------------------------------------------------------------------ | --------------------- | ------------------- | ------------------------------- | ---- | ---- | ---------------------------- | ------------ |
| 75016    | Convento de São João de Cabanas (incluindo mata e terrenos circundantes)                         | Arquitetura religiosa | Convento            | Afife                           | IIP  | 1997 | 41.773284° N 8.847° O        |              |
| 69707    | Fortim da Areosa                                                                                 | Arquitetura militar   | Forte               | Areosa                          | IIP  | 1970 | 41.699773° N 8.856069° O     | Mais imagens |
| 70271    | Citânia de Santa Luzia ou Ruínas da cidade velha de Santa Luzia                                  | Arqueologia           | Citânia             | Areosa                          | MN   | 1926 | 41.705253° N 8.835282° O     | Mais imagens |
| 71044    | Cruzeiro da Areosa ou Cruzeiro do Senhor dos Esquecidos                                          | Arquitetura religiosa | Cruzeiro            | Areosa                          | IIM  | 1977 |                              |              |
| 72707    | Casa e capela da Quinta Boa Viagem (Alameda da Oliveira e cruzeiro)                              | Arquitetura civil     | Conjunto            | Areosa                          | VC   | 1994 |                              |              |
| 97017346 | Hotel de Santa Luzia / Pousada do Monte de Santa Luzia                                           | Monumento             |                     | Areosa                          | n/c  |      | 41.703275° N 8.835314° O     | Mais imagens |
| 71479    | Ponte romana de Barroselas ou Ponte romana das Alvas                                             | Arqueologia           | Ponte               | Barroselas                      | IIM  | 1990 | 41.63892388° N 8.70924494° O |              |
| 73784    | Castro da Corôa                                                                                  | Arqueologia           | Castro              | Carreço                         | VC   | 2000 |                              | Mais imagens |
| 73785    | Gravuras rupestres de Montedor                                                                   | Arqueologia           | Arte rupestre       | Carreço                         | IIP  | 1992 | 41.747037° N 8.877134° O     | Mais imagens |
| 73786    | Fortim de Montedor ou Forte Paçô                                                                 | Arquitetura militar   | Fortim              | Carreço                         | IIP  | 1967 | 41.758859° N 8.876479° O     | Mais imagens |
| 73787    | Moinho do Petisco (no Lugar de Montedor)                                                         | Arquitetura civil     | Moinho              | Carreço                         | IIP  | 1974 | 41.750358° N 8.874329° O     | Mais imagens |
| 73788    | Moinhos de vento no lugar de Montedor                                                            | Arquitetura civil     | Moinho              | Carreço                         | IIP  | 1978 | 41.748889° N 8.875595° O     |              |
| 156293   | Povoado Fortificado de Carmona, Caramona, Carbona ou Cramona                                     | Arqueologia           | Povoado fortificado | Carvoeiro                       | VC   | 1996 |                              |              |
| 69749    | Monte do Castelo do Neiva ou Castro de Moldes                                                    | Arqueologia           | Povoado fortificado | Castelo do Neiva                | IIP  | 1970 | 41.628149° N 8.794576° O     |              |
| 156229   | Casa e Quinta de Monteverde                                                                      | Arquitetura civil     | Conjunto            | Castelo do Neiva                | VC   | 1997 |                              | Mais imagens |
| 72732    | Pelourinho de Feira ou Pelourinho de Lanheses                                                    | Arquitetura civil     | Pelourinho          | Lanheses                        | IIP  | 1933 | 41.734836° N 8.67824° O      |              |
| 156223   | Quinta e Paço de Lanheses ou Solar de Lanheses                                                   | Arquitetura civil     | Paço                | Lanheses                        | VC   | 2012 |                              |              |
| 156227   | Casa Grande da Meadela                                                                           | Arquitetura civil     | Casa                | Meadela                         | VC   | 1994 |                              |              |
| 69705    | Forte ou Castelo de Santiago da Barra                                                            | Arquitetura militar   | Forte               | Monserrate                      | IIP  | 1967 | 41.68892° N 8.838207° O      | Mais imagens |
| 70306    | Igreja de Santa Cruz                                                                             | Arquitetura religiosa | Igreja              | Monserrate                      | MN   | 1910 | 41.691415° N 8.834393° O     | Mais imagens |
| 330649   | Hospital de Viana do Castelo ou Hospital de Santa Luzia                                          | Arquitetura civil     | Hospital            | Monserrate                      |      |      |                              |              |
| 339320   | Casa dos Alpuim ou Casa dos Algorreta (incluindo jardim)                                         | Arquitetura civil     | Casa                | Monserrate                      | VC   | 1999 |                              | Mais imagens |
| 71501    | Mamoa do Chão da Pica                                                                            | Arqueologia           | Mamoa               | Montaria                        | VC   |      |                              |              |
| 156220   | Conjunto - Mosteiro de São Romão de Neiva (igreja, cruzeiro e restos do convento)                | Arquitetura religiosa | Conjunto            | São Romão de Neiva              | VC   |      | 41.63935° N 8.776433° O      |              |
| 71122    | Igreja de São Cláudio                                                                            | Arquitetura religiosa | Igreja              | Nogueira                        | MN   | 1910 | 41.751326° N 8.785204° O     | Mais imagens |
| 75055    | Igreja Paroquial de Santa Leocádia de Geraz do Lima                                              | Arquitetura religiosa | Igreja              | Santa Leocádia de Geraz do Lima | IIP  | 1977 | 41.729281° N 8.699482° O     |              |
| 4041958  | Quinta da Bouça (casa e capela)                                                                  | Arquitetura civil     | Conjunto            | Santa Leocádia de Geraz do Lima | VC   | 1993 | 41.703036° N 8.661378° O     |              |
| 70305    | Paços Municipais de Viana do Castelo                                                             | Arquitetura civil     | Paço                | Santa Maria Maior               | MN   | 1910 | 41.693749° N 8.828081° O     | Mais imagens |
| 70307    | Misericórdia de Viana do Castelo                                                                 | Arquitetura religiosa | Igreja              | Santa Maria Maior               | MN   | 1910 | 41.693931° N 8.828184° O     | Mais imagens |
| 70308    | Palácio dos Viscondes de Carreira ou Palácio dos Távoras ou Câmara Municipal de Viana do Castelo | Arquitetura civil     | Palácio             | Santa Maria Maior               | MN   | 1910 | 41.694875° N 8.829786° O     | Mais imagens |
| 70309    | Casa de João Velho ou Casa dos Arcos                                                             | Arquitetura civil     | Casa                | Santa Maria Maior               | MN   | 1926 | 41.69339° N 8.82757° O       | Mais imagens |
| 70310    | Casa de Miguel de Vasconcelos ou Casa dos Medalhões                                              | Arquitetura civil     | Casa                | Santa Maria Maior               | MN   | 1926 | 41.693189° N 8.8276° O       | Mais imagens |
| 70311    | Chafariz da Praça da Rainha                                                                      | Arquitetura civil     | Chafariz            | Santa Maria Maior               | MN   | 1910 | 41.693619° N 8.828255° O     | Mais imagens |
| 70779    | Convento de Santo António dos Capuchos                                                           | Arquitetura religiosa | Convento            | Santa Maria Maior               | VC   | 2004 |                              |              |
| 72706    | Casa dos Werneck                                                                                 | Arquitetura civil     | Palacete            | Santa Maria Maior               | IIP  |      | 41.694885° N 8.830233° O     | Mais imagens |
| 73901    | Igreja Matriz de Viana do Castelo                                                                | Arquitetura religiosa | Igreja              | Santa Maria Maior               | IIP  | 1953 | 41.693397° N 8.827069° O     | Mais imagens |
| 73902    | Igreja de Nossa Senhora do Carmo (incluindo claustro e capela do claustro)                       | Arquitetura religiosa | Igreja              | Santa Maria Maior               | IIP  | 1977 | 41.696788° N 8.823018° O     |              |
| 73903    | Cruzeiro do Adro do Convento de São Francisco do Monte                                           | Arquitetura religiosa | Cruzeiro            | Santa Maria Maior               | IIP  | 1950 | 41.716604° N 8.825748° O     |              |
| 73904    | Casa dos Costa Barros (fachada de edifício manuelino)                                            | Arquitetura civil     | Edifício            | Santa Maria Maior               | IIP  | 1957 | 41.69305° N 8.826628° O      |              |
| 156219   | Casa da Praça ou Casa da Capela das Malheiras                                                    | Arquitetura civil     | Casa                | Santa Maria Maior               | IIP  | 2002 | 41.693833° N 8.827206° O     | Mais imagens |
| 342044   | Convento de São Francisco do Monte                                                               | Arquitetura religiosa | Convento            | Santa Maria Maior               | VC   | 2002 | 41.716604° N 8.825748° O     |              |
| 74060    | Cruzeiro de Santa Marta (cruzeiro de granito frente à estrada nacional)                          | Arquitetura religiosa | Cruzeiro            | Santa Marta de Portuzelo        | IIP  | 1956 | 41.709188° N 8.775497° O     |              |
| 74061    | Castelo de Portuzelo                                                                             | Arquitetura militar   | Castelo             | Santa Marta de Portuzelo        | IIP  | 1977 | 41.701994° N 8.785297° O     |              |
| 75015    | Casa da Torre das Neves ou Casa da Torre de Nossa Senhora das Neves                              | Arquitetura civil     | Casa                | Vila de Punhe                   | IIP  | 1977 | 41.653449° N 8.719353° O     |              |
| 156226   | Quinta de São Cristóvão da Portela ou Quinta da Portela                                          | Arquitetura religiosa | Conjunto            | Vila de Punhe                   | IIP  | 2013 |                              |              |
| 69693    | Santuário de Sabariz (rupestre) ou Estação arqueológica do Monte da Malafaia                     | Arqueologia           | Santuário           | Vila Fria                       | VC   |      |                              |              |
| 74905    | Castro de Sabariz                                                                                | Arqueologia           | Povoado fortificado | Vila Fria                       | IIP  | 1962 | 41.674933° N 8.736613° O     |              |

 Legenda: PM - Património Mundial · MN - Monumento Nacional · IIP - Imóvel de Interesse Público · MIP - Monumento de Interesse Público · CIP - Conjunto de Interesse Público · SIP - Sítio de Interesse Público · IIM - Imóvel de Interesse Municipal · MIM - Monumento de Interesse Municipal · CIM - Conjunto de Interesse Municipal · SIM - Sítio de Interesse Municipal · VC - Em vias de classificação · SPL - Sem proteção legal

## Vila Nova de Cerveira
| ID     | Designações                                              | Categoria             | Tipologia  | Freguesia             | Grau | Ano  | Coordenadas                           | Imagem       |
| ------ | -------------------------------------------------------- | --------------------- | ---------- | --------------------- | ---- | ---- | ------------------------------------- | ------------ |
| 75014  | Capela de Santa Luzia                                    | Arquitetura religiosa | Capela     | Campos                | IIP  | 1982 | 41.971416° N 8.709283° O              | Mais imagens |
| 73402  | Couço do Monte Furado (complexo mineiro da época romana) | Arquitetura civil     | Mina       | Covas                 | IIP  | 1997 | 41.888436° N 8.697266° O              | Mais imagens |
| 72287  | Atalaia de Lovelhe ou Bateria da Mata                    | Arquitetura militar   | Atalaia    | Lovelhe               | IIP  |      | 41.945718° N 8.736851° O              | Mais imagens |
| 342051 | Forte de Lovelhe ou Forte de São Francisco               | Arquitetura militar   | Forte      | Lovelhe               | SIP  | 2018 | 41.951749° N 8.742041° O              |              |
| 342051 | Forte e Estação Arqueológica de Lovelhe                  | Arquitectura mista    | Conjunto   | Lovelhe               | IIP  |      | 41.952222° N 8.739028° O              | Mais imagens |
| 70700  | Castelo de Vila Nova de Cerveira                         | Arquitetura militar   | Castelo    | Vila Nova de Cerveira | IIP  | 1974 | 41.9358296° N 8.74808769° O           | Mais imagens |
| 70701  | Pelourinho de Vila Nova de Cerveira                      | Arquitetura civil     | Pelourinho | Vila Nova de Cerveira | MN   | 1910 | 41.940592° N 8.744981° O              | Mais imagens |
| 72565  | Igreja da Misericórdia de Vila Nova de Cerveira          | Arquitetura religiosa | Igreja     | Vila Nova de Cerveira | VC   |      | 41.940427441613° N 8.7438806891441° O |              |
| 73837  | Solar dos Castros                                        | Arquitetura civil     | Palácio    | Vila Nova de Cerveira | IIP  | 1974 | 41.9358296° N 8.74808769° O           | Mais imagens |

 Legenda: PM - Património Mundial · MN - Monumento Nacional · IIP - Imóvel de Interesse Público · MIP - Monumento de Interesse Público · CIP - Conjunto de Interesse Público · SIP - Sítio de Interesse Público · IIM - Imóvel de Interesse Municipal · MIM - Monumento de Interesse Municipal · CIM - Conjunto de Interesse Municipal · SIM - Sítio de Interesse Municipal · VC - Em vias de classificação · SPL - Sem proteção legal